# Netball
El netball és un esport femení, similar al corfbol neerlandès i emparentat amb el bàsquet.
Es juga en un camp de 30 metres de llarg per 15 metres d'ample, dividit en tres parts iguals, amb dues cistelles en els extrems penjades d'un pal. Hi ha set jugadores que només es poden moure en zones determinades i no poden moure's amb la pilota a les mans; per progressar cap a la cistella contrària s'han de realitzar una sèrie de passis fins que la pilota li sigui lliurada a la tiradora, que serà la que haurà d'encistellar.

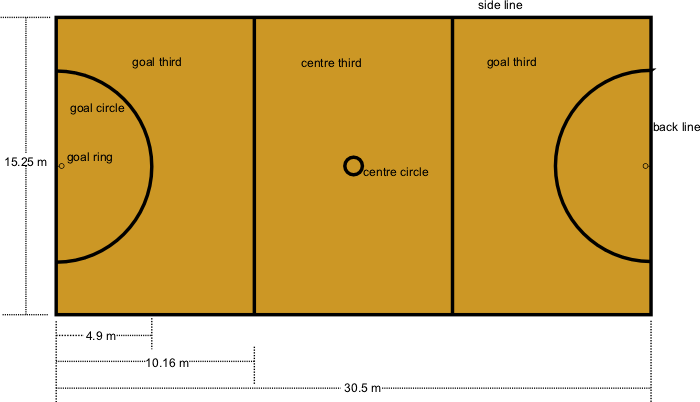
Estructura del camp.

Els equips s'organitzen amb set jugadores que tenen les següents posicions: 
- portera (GK)
- defensa de meta (GD)
- aler defensa (WD)
- base (C)
- atacant (GA)
- aler atacant (WA)
- tiradora (GS).

El partit es divideix en 5 parts de 15 minuts cada una. No es pot mantenir la pilota a les mans més de 3 segons ni moure's del lloc; només s'han de realitzar passis, excepte l'atacant i la tiradora, que són les úniques jugadores que poden encistellar.
És un esport conegut i practicat principalment a Europa. Un dels personatges populars que practiquen el netball és l'actriu britànica Emma Watson.

## Història

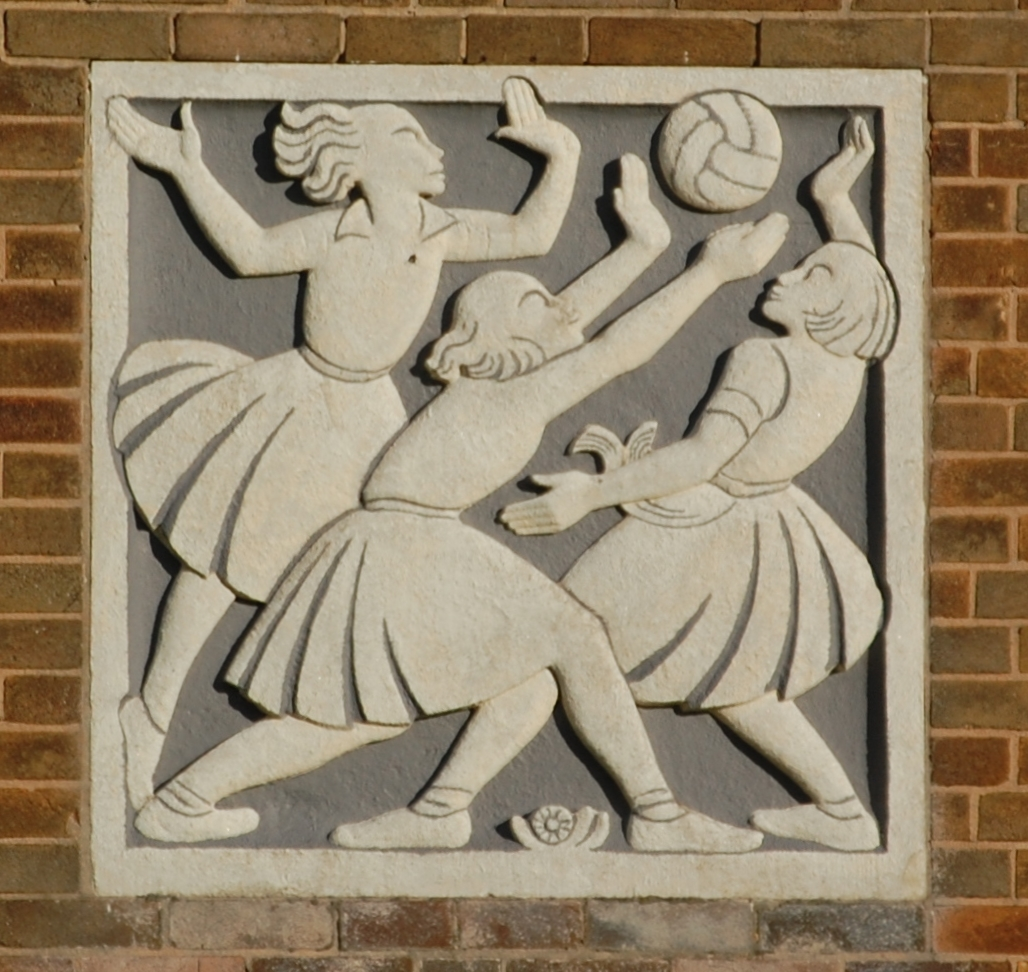

### Enllaços a bàsquet
Les seves arrels provenen del bàsquet. El bàsquet va ser publicat en 1891 per James Naismith per als seus alumnes a l'Escola de Treballadors Cristians (més tard anomenat el YMCA). Les mestres tenien curiositat i es va començar a formular una nova versió per a les nenes. Els vestits de les dones en aquest moment havien obstaculitzat de manera efectiva l'execució d'importants moviments de bàsquet com el degoteig i el funcionament, per la qual cosa el joc va haver de ser modificat per donar cabuda a aquestes restriccions. Va néixer degut a l'interès de la dona pel basquet.